# Enrique Orizaola
Enrique Orizaola Velázquez (Santander, Cantàbria, 26 de març del 1922 - 10 de juny del 2013) va ser un jugador i entrenador de futbol. Com a futbolista va disputar un total de deu temporades (set a Segona Divisió i tres a Tercera Divisió) repartides entre dos clubs de Cantàbria, set al Racing de Santander i després tres a la Gimnástica de Torrelavega.
Com a entrenador, va dirigir nombrosos equips espanyols en diverses categories del futbol nacional. El seu major assoliment com a tècnic va ser classificar el FC Barcelona per a la final de la Copa d'Europa de 1961, que finalment va perdre contra el SL Benfica per 3-2. Va dirigir la selecció espanyola durant el Torneig Internacional de la UEFA Juvenil celebrat l'abril de 1962 a Romania, on el combinat nacional no va passar la fase de grups després d'enfrontar-se a França, Turquia i Hongria. En els seus últims anys relacionats amb el futbol, va ser tècnic col·laborador del FC Barcelona entrenat per César Luis Menotti, Terry Venables, Luis Aragonés i Johan Cruyff, gerent del Reial Saragossa (1989-1991) i secretari tècnic de l'Albacete Balompié (1993-1994).

## La seva etapa barcelonista

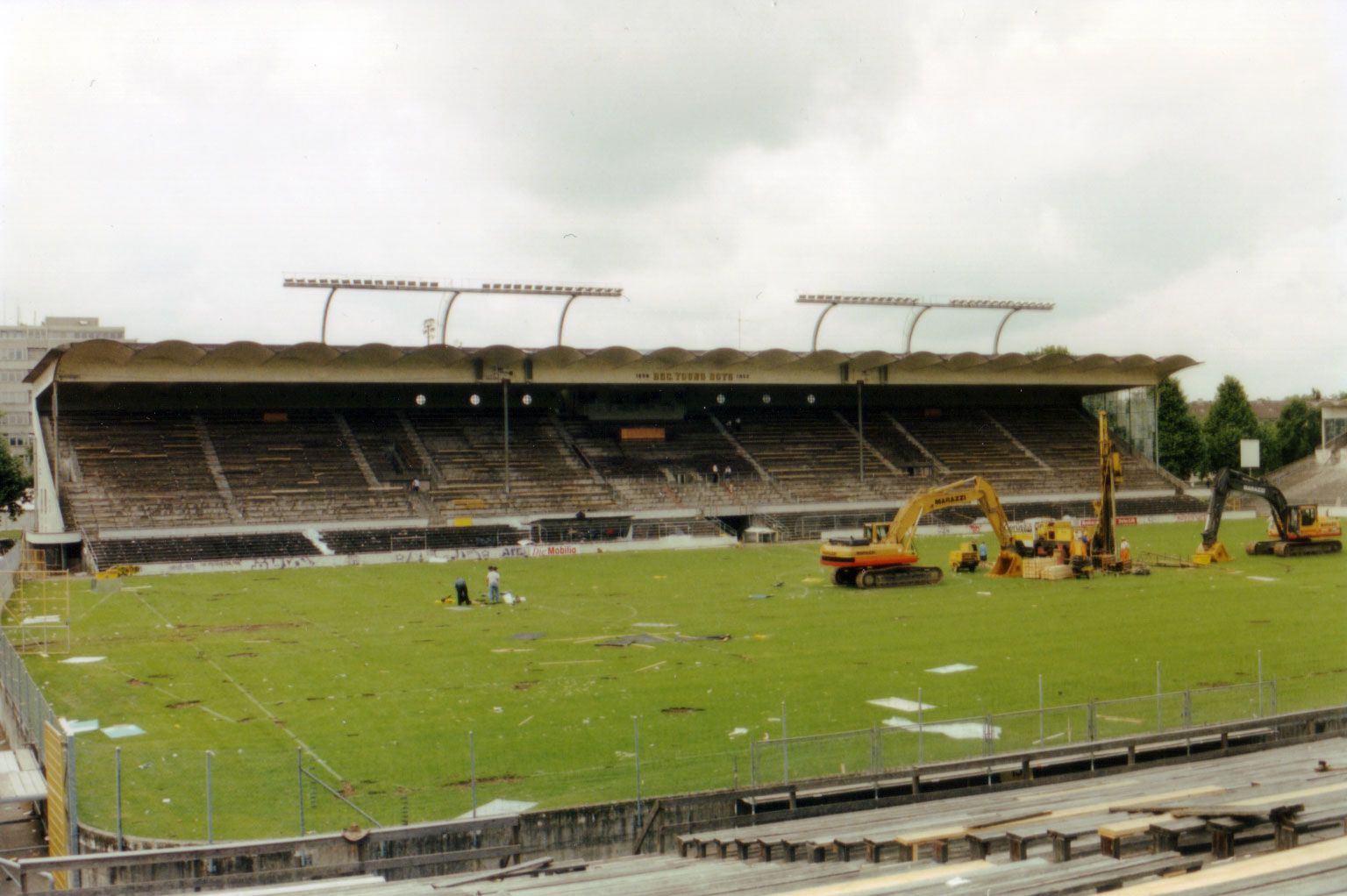
Demolició del Wankdorfstadion, on el FC Barcelona entrenat per Orizaola va perdre la Copa d'Europa de futbol 1960-61 davant el SL Benfica.

Es va incorporar a la disciplina del FC Barcelona i presentat el 17 de juny de 1960 com a segon entrenador de Ljubiša Broćić, però a causa dels mals resultats, Brocic va dimitir i Orizaola es va fer càrrec de l'equip el 12 de gener de 1961. Va Ser substituït en finalitzar la temporada per Lluís Miró.
A la Copa d'Europa de 1961, el FC Barcelona va arribar a disputar la final del torneig contra el SL Benfica al Wankdorfstadion de Berna (Suïssa). Orizaola va alinear Antoni Ramallets, els defenses Foncho, Gensana i Gràcia, Vergés i Garay al migcamp, i Kubala, Kocsis, Evaristo, Suárez i Czibor de davanters. El partit va acabar amb la victòria del SL Benfica per tres gols a dos, malgrat que el FC Barcelona va dominar el partit i va fer diversos pals. El primer gol el va marcar Kocsis en un contraatac del Barça amb un gol de cap a passada de Luis Suárez, però deu minuts després (minut 30), José Águas va empatar després d'una mala sortida de Ramallets en un centre i, al minut, en una altra errada de Ramallets es va avançar el conjunt lisboeta amb un gol en pròpia porta després d'una mala aclarida; en la segona part, Coluna va marcar als quinze minuts amb una rematada a mitjana alçada després de culminar una ofensiva triangular i Czibor va escurçar distàncies, a deu minuts d'acabar el partit, amb un tir fort i per alt. Orizaola va atribuir aquesta derrota a l'àrbitre, a causa del fet que el segon gol del SL Benfica la pilota no va sobrepassar la línia de gol i que un tir de Kubala al pal, que va rebotar en l'altre i que finalment va entrar, no va pujar al marcador; a la quantitat de tirs al pal i a la potència futbolística del rival.
Després de desvincular-se de l'equip català, el febrer de 1962, va ser nomenat seleccionador entrenador de la selecció espanyola en categoria juvenil per a disputar el Torneig Internacional de la UEFA Juvenil celebrat a l'abril d'aquest mateix any a Romania.
Després de finalitzar la seva faceta com a entrenador, va tornar al FC Barcelona el 1982 com a tècnic col·laborador, encarregat de realitzar informes dels equips rivals, de César Luis Menotti, Terry Venables, Luis Aragonés i Johan Cruyff, però després d'una temporada amb Johan Cruyff i que el seu lloc fos ocupat per Toni Bruins Slot, a la fi de juliol de 1989 va marxar.
Va morir el 10 de juny de 2013 a Santander als 91 anys.

## Clubs

### Com a futbolista
| Equipo                    | País    | Año       |
| ------------------------- | ------- | --------- |
| Racing de Santander       | Espanya | 1941-1948 |
| Gimnástica de Torrelavega | Espanya | 1948-1951 |

### Com a entrenador
| Equipo                                | País    | Año       |
| ------------------------------------- | ------- | --------- |
| Gimnástica de Torrelavega             | Espanya | ¿?        |
| Racing de Santander                   | Espanya | 1956-1958 |
| Real Jaén                             | Espanya | 1958-1959 |
| Reial Múrcia CF                       | Espanya | 1959-1960 |
| Futbol Club Barcelona                 | Espanya | 1961      |
| Selecció espanyola juvenil            | Espanya | 1962      |
| Club Atlético Osasuna                 | Espanya | 1962-1963 |
| Reial Oviedo                          | Espanya | 1963-1964 |
| Llevant Unió Esportiva                | Espanya | 1964-1965 |
| Deportivo de la Coruña                | Espanya | 1965-1967 |
| Reial Valladolid                      | Espanya | 1967-1968 |
| Real Valladolid                       | Espanya | 1968-1969 |
| Unión Deportiva Salamanca             | Espanya | 1969-1970 |
| Rayo Vallecano                        | Espanya | 1971-1972 |
| Centre d'Esports Sabadell Futbol Club | Espanya | 1972-1973 |
| Deportivo de La Corunya               | Espanya | 1974      |
| Xerez Club Deportivo                  | Espanya | 1974-1975 |
| Club Atlético Marbella                | Espanya | 1975-1976 |
| Gimnástico de Melilla                 | Espanya | 1976-1977 |
| Albacete Balompié                     | Espanya | 1977-1978 |
| Calvo Sotelo                          | Espanya | 1978-1981 |
| Club Deportivo Badajoz                | Espanya | 1981-1982 |